# Palacio Cifuentes Gómez
El Palacio Cifuentes Gómez es un inmueble chileno de inspiración neoclásico francés, ubicado en la comuna de Santiago, específicamente en la calle Dieciocho (a unas cuadras al sur de la alameda del Libertador Bernardo O'Higgins), de la región Metropolitana de Santiago. Actualmente es sede del Liceo Profesional Abdón Cifuentes.

## Historia
La construcción del inmueble fue encargada en 1905 por el abogado y político Abdón Cifuentes Espinosa —quien fuera, entre otros puestos, diputado, senador y ministro de Estado durante el gobierno del presidente Federico Errázuriz Zañartu— a su hijo, el arquitecto Manuel Cifuentes Gómez, quien fuera el primer titulado de la nueva carrera de arquitectura de la Universidad Católica de Chile, con el objetivo de utilizarla como su residencia principal; se trata de un volumen compacto de tres plantas y mansarda, de estilo neoclásico francés, que «adopta el purismo y el clasicismo como virtudes del arte antiguo, y la serenidad y el equilibrio como modelo de belleza», contando con un balcón en el segundo piso. En su interior destaca un gran salón de estar, el cual es iluminado por tres claraboyas.